# Christos Patsatzoglou
Christos Patsatzoglou (Grieks: Χρήστος Πατσατζόγλου) (Athene, 19 maart 1979), voetbalnaam Patsa, is een Grieks betaald voetballer die bij voorkeur als verdediger of verdedigende middenvelder speelt. Na negen jaar in dienst van Olympiakos Piraeus verkaste hij in 2009 naar zijn eerste buitenlandse club, AC Omonia. Sinds 2010 speelt hij voor AEK Athene. In september 2000 debuteerde hij in het Grieks voetbalelftal, waarvoor hij daarna meer dan veertig interlands speelde.
Patsatzoglou begon met voetballen bij Aghia Eleousa. Hij tekende zijn eerste profcontract in 1996 bij Skoda Xanthi, dat hij na vier seizoenen verruilde voor Olympiakos Piraeus. Hiermee werd hij van seizoen 2000/01 tot 2002/03 drie keer op rij Grieks landskampioen en van seizoen 2004/05 tot en met 2008/09 nog vijf keer op rij. Eén titel maakte Patsatzoglou zonder enige actieve inbreng mee vanwege een in 2003 opgelopen blessure aan zijn achillespees, die hem twee jaar kostte om van te herstellen. Daarop volgden nog twee kampioenschappen waarin zijn rol marginaal was door een direct na zijn herstel opgelopen knieblessure.  Toen coach Takis Lemonis Olympiakos in 2009 verruilde voor het Cypriotische AC Omonia, ging Patsatzoglou na negen jaar Olympiakos met hem mee.
Patsatzoglou debuteerde in september 2000 tegen Duitsland voor het Griekse nationale team. Hij maakte deel uit van de nationale selecties voor onder meer Euro 2008 en het WK 2010. Op het WK 2010 maakte hij zijn eerste speelminuten toen hij in de eerste groepswedstrijd tegen Zuid-Korea (2-0 verlies) aan de tweede helft begon in plaats van Giorgos Karagounis. Tijdens de met 2-1 gewonnen tweede groepswedstrijd tegen Nigeria kwam Patsatzoglou niet in actie, in de derde tegen Argentinië (2-0 verlies) verving hij in de 55e minuut Vasilis Torosidis.

## Cluboverzicht
| Seizoen  | Club               | Competitie               | Wedstrijden | Doelpunten |
| -------- | ------------------ | ------------------------ | ----------- | ---------- |
| 1996-'97 | Skoda Xanthi       | Super League Griekenland | 10          | 0          |
| 1997-'98 | Skoda Xanthi       | Super League Griekenland | 24          | 2          |
| 1998-'99 | Skoda Xanthi       | Super League Griekenland | 30          | 2          |
| 1999-'00 | Skoda Xanthi       | Super League Griekenland | 23          | 4          |
| 2000-'01 | Olympiakos Piraeus | Super League Griekenland | 20          | 2          |
| 2001-'02 | Olympiakos Piraeus | Super League Griekenland | 25          | 1          |
| 2002-'03 | Olympiakos Piraeus | Super League Griekenland | 22          | 3          |
| 2003-'04 | Olympiakos Piraeus | Super League Griekenland | 0           | 0          |
| 2004-'05 | Olympiakos Piraeus | Super League Griekenland | 0           | 0          |
| 2005-'06 | Olympiakos Piraeus | Super League Griekenland | 2           | 0          |
| 2006-'07 | Olympiakos Piraeus | Super League Griekenland | 9           | 0          |
| 2007-'08 | Olympiakos Piraeus | Super League Griekenland | 20          | 1          |
| 2008-'09 | Olympiakos Piraeus | Super League Griekenland | 19          | 1          |
| 2009-'10 | AC Omonia          | A Divizion               | 4           | 0          |
| 2010-'11 | AEK Athene         | Super League Griekenland | 4           | 0          |